# Phoberia basigutta
Phoberia basigutta là một loài bướm đêm trong họ Erebidae.